# Барзас
Барза́с (рос. Барзас) — селище у складі Березовського міського округу Кемеровської області, Росія.

## Населення
Населення — 2111 осіб (2010; 2287 у 2002).

## Історія
Історія розбудови селища починається з 1929-1930 років, коли розпочалися роботи з розвідки та видобутку барзаських сапромікситів (барзаситів, або сапропелітового вугілля). Одночасно з будівництвом селища, що отримало назву за річкою Барзас, будувалися шахта, лісопереробне підприємство і соціальна інфраструктура селища. Але незважаючи на будівництво залізниці Кемерово-Барзас і 70-метрової шахти економічного ефекту досягнуто не було. Шахту закрили, а керівництво шахти репресували.
1 липня 1934 року ВЦВК ухвалила перетворити з присвоєнням йому відповідної назви новостворений населений пункт на Барзаських копальнях — на робоче селище Барзас.